# 山内弘隆
山内 弘隆（やまうち ひろたか、1955年 - ）は、日本の経済学者。武蔵野大学経営学部教授、一橋大学名誉教授、一橋大学大学院経営管理研究科特任教授、運輸総合研究所長。専門は公共経済学、交通経済学、公益事業論。

## 略歴

### 経歴
千葉県出身。慶應義塾大学商学部卒業。同大学院商学研究科博士課程単位取得満期退学。中京大学経済学部専任講師、一橋大学商学部専任講師・助教授を経て1998年教授。2005年1月から2008年12月まで一橋大学商学研究科研究科長兼商学部学部長。2016年一般財団法人運輸総合研究所所長。2017年一橋大学大学院商学研究科ホスピタリティ・マネジメント高度人材開発センター長。2019年定年退職、一橋大学名誉教授、一橋大学大学院経営管理研究科特任教授、武蔵野大学経営学部経営学科教授、武蔵野大学経営研究所研究員。

### 受賞歴
1988年道路と交通論文賞経済社会部門受賞、1990年日本交通学会賞受賞。1995年日本不動産学会著作賞受賞。1996年交通図書賞受賞。2002年国際交通安全学会賞受賞。2016年総務大臣表彰、同年交通文化賞受賞。

### 社会的活動
一橋大学ガスエネルギー研究会委員長、航空政策研究会会長、スカイマーク株式会社監査役、資源エネルギー庁総合資源エネルギー調査会基本政策分科会ガスシステム改革小委員会委員長、総合資源エネルギー調査会電力・ガス事業分科会電力・ガス基本政策小委員会委員長、総務省情報通信審議会電気通信事業政策部会長、公益社団法人日本交通政策研究会理事、財務省財政制度等審議会委員、総務省情報通信審議会委員、経済産業省調達価格等算定委員会委員、財団法人宿泊施設活性化機構観光分野政策形成総括、一般財団法人運輸政策局理事、消費者委員会公共料金等専門調査会委員、文部科学省文教施設における公共施設等運営権の導入に関する検討会主査、NHK受信料制度等検討委員会委員、日本道路協会理事、観光庁経営ガバナンスワーキンググループ座長、内閣特定複合観光施設区域整備推進本部特定複合観光施設区域整備推進会議議長等を歴任。2020年日本郵政グループJP改革実行委員会座長。2021年郵政民営化委員会委員長。2023年運輸総合研究所研究アドバイザー。

## 著書
- 『航空運賃の攻防』（NTT出版、2000年）
- 『交通経済学』（竹内健蔵共著、有斐閣、2002年）
- 『パブリック・セクターの経済・経営学』（上山信一共編著、NTT出版、2003年）
- 『市場自由化と公益事業』（共著、白桃書房、2007年）
- 『交通市場と社会資本の経済学』（杉山武彦,竹内健蔵,根本敏則と共編著、有斐閣、2010年）
- 『公共の経済・経営学』（上山信一共編著、慶應義塾大学出版会、2012年）
- 『運輸・交通インフラと民力活用』（共編著、慶應義塾大学出版会、2014年）
- 『電力システム改革の検証』（共編著、白桃書房、2015年）

### 翻訳
- 『電気通信の経済学』（桑原秀史・直江重彦共訳、文眞堂、1995年）
- 『国際航空輸送の経済学』（中西健一・塩見英治・高橋望共訳、成山堂、1995年）
- 『航空の経営とマーケティング』（共訳、成山堂書店、2009年）